# 桂田芳枝
桂田 芳枝（かつらだ よしえ、1911年〈明治44年〉9月3日 - 1980年〈昭和55年〉5月10日）は、日本の数学者。数学の分野で日本初の女性博士号取得者であり、北海道大学（旧北海道帝国大学）で最初の女性教授、女性名誉教授である。日本国外でも、スイスの数学者であるハインツ・ホップとの共同研究「リーマン空間の閉曲面の合同定理」で、高い評価を受けた。

## 経歴

### 少女期 - 女学校時代
1911年（明治44年）、北海道余市郡赤井川村で誕生した。父は余市郡余市町の小学校の校長であり、「子供は大きな夢を持ってのびのびと育つべき」という、当時としては先進的な考えの持ち主だった。芳枝は北海道の大自然を駆け回って育つ一方、学校では算術に夢中になった。考えることが好きな性格であったため、算術は筋道を辿って答を出す学問として、大きな魅力があった。食事のときも遊びのときも、算術が頭から離れないほどだった。
1924年（大正13年）、北海道庁立小樽高等女学校（後の北海道小樽桜陽高等学校）に進学した。この学校では芳枝の姉が、裁縫の教員として勤務していた。芳枝は姉の姿に憧れを抱き、姉のように好きな進路で輝くことのできる女性になることを夢見た。
芳枝はこの女学校の在学中に、数学を勉強していきたいという気持ちを、すでに固めていた。当時、女子学生が学ぶ科目は裁縫や家事に関するものが大半であり、数学の授業時間は男子学生の半分、内容的にも劣るものだった。芳枝は意を決して、北村という数学教員に、男子の数学の教えを受けたいと相談した。北村は初めて見る、向学心に燃える女学生の姿に驚いたが、芳枝の熱意と気迫に圧倒され、特別に講義を行うことにした。女学校の教科書ではなく中学の教科書で教えを受け、芳枝は、女学校では学ぶことのできない数学を身につけていった。
芳枝はこの北村から、出身校である東京物理学校（後の東京理科大学）の数学講義の様子を聞いた。大学ならば数学を専門に、思う存分学ぶことができると、次第に憧れを抱いた。

### 女学校卒業後
1929年（昭和4年）、19歳で女学校補習科師範科を卒業した。その後も依然として、向学心が尽きることがなかった。卒業後は実家で家事を手伝ったが、数学のことが頭を離れず、暇があれば数学の教科書を取り出して、机に向かっていた。そののち姉の紹介で小樽市立第2中学校の数学教師に学ぶことができ、中学校の教科書を全部習得している。
小学校の教員に勤める手段もあったが、芳枝は進学してより高度な数学を学ぶこと、数学研究者への道を望んだ。地元の北海道帝国大学（後の北海道大学、以下、北大と略）にはまだ理学部がなく、あったとしても学歴不足で受験資格はなかった。女性が学問の道へ進むためには依然、壁の立ちはだかる時代であった。
芳枝は数学研究者の夢を人に話したことはなかったが、芳枝の姉は、芳枝の意志を察して、大学の聴講生の道を教えた。芳枝はついに自分の夢を両親に打ちあけた。父は驚いたが、芳枝の硬い意志を知り、愛娘を東京へ送り出すことに同意した。
1931年（昭和6年）、芳枝は東京物理学校に聴講生として入学し、高度な数学を、朝早くから夜遅くまでかけて学んだ。当時はまだ女性が学問をすることについて理解を得られにくい時代であり、芳枝は男子学生の中で紅一点の存在であったため、文化の最先端を行く東京ですら好奇の目が向けられたり、冷ややかに扱われたりした。聴講生のために、質問すら許可されないという、女性にとっては厳しい環境であった。芳枝はそれでも、男子に負けずに、好きな数学の道を突き進む決意であった。
芳枝が熱心に講義を聞く姿は、東京物理学校で講師を務めていた森本清吾の目にとまった。芳枝は森本との出逢いにより、森本の自宅で週に1回、個人授業を受ける機会を得た。森本の妻である森本治枝も、女学校などで数学を教えており、芳枝がこの後に数学の分野で活躍したことは、森本夫妻の支援が背景にあった。

### 北海道大学（北海道帝国大学）
東京物理学校に入学した前年の1930年（昭和5年）、北大に、日本で4番目の理学部が創設された。日本国外との交流や学問研究の国際化を目的とし、教授候補者を2年にわたって日本国外に留学させるなど、他の大学には見られない構想と意気込みでの取組であった。そのために理学部には国際派の知識を備えた教授陣が集まり、日本全国の若者たちの憧れの的であった。芳枝もまた理学部に強い憧れを持ち、自分の郷里で、最先端の知識が集結した学部で数学を学ぶことを決心した。
北大入学資格者は、女子は当時は高等女学校の教員資格者に限定されていた。芳枝は教員検定試験に挑んだが、結果は不合格であった。そこで姉は、北大の数学研究室の勤め先を紹介した。この研究室は発足したばかりで非常に多忙であり、雑用を請け負う人材を求めていたのである。
1936年（昭和11年）、芳枝は北大の数学教室の事務補助員となった。雑用を一手に引き受けつつ、受験勉強を続けた。教員検定試験は同1936年、翌1937年（昭和12年）と不合格が続いた。同1937年、東京女子大学が数学科教員無資格認定の学校として認定され、芳枝は北大の教員に勧められ、この学校に入学した。
1938年（昭和13年）、東京女子大学の学専攻部へ進んだ後、翌1939年（昭和14年）、教員検定試験に4度目にして合格した。東京女子大学でも祝福されたが、最早この学校に留まる理由はなく、翌1940年（昭和15年）に退学し、念願の北大に正規学生としての入学を果たした。十代の同級生ばかりの中、芳枝は29歳になっていた。11期生の同級生は7名、年齢的には30歳前後のグループと20歳を少し出たグループに分かれ、紅一点の芳枝は上位グループ。しかし年齢を感じることなく、7人はいつも一緒で仲が良かったようである。1942年（昭和17年）、戦時下の軍の指令により、在籍2年繰り上げで北大を卒業し、北海道帝国大学理学部数学教室第二講座（幾何学）の助手となる。

### 戦後
1950年（昭和25年）、芳枝は論文「高次空間の非ホロノム系について」の発表により、数学では日本初の女性理学博士の学位を授与された。北大は芳枝の博士号取得後、その努力と人間性を高く評価し、講師を経ずに助教授に任命した。芳枝はそれに応え、飛躍的に研究を進めた。
戦後、北大は大きな転機を迎えていた。新憲法に基づく大学制度改革のために、日本国内に多数の大学が誕生し、活発な人事異動により、北大の数学教室は危機的状況に遭っていたのである。北大は昭和初期には、日本国外で知識を学んだ教授たちを迎えて、常に時代の先端を歩んできたにもかかわらず、理学部の数学教室は指導者が皆無で、芳枝が助教授となった頃には、教授がわずか1人という有様であった。
芳枝は、かつて国際的な評価を受けていた数学教室が落ちぶれる状況を許すことができず、1人でいくつもの講義を担当し、活気と熱意に満ちた指導で、未来の数学者たちを育成した。熱心かつ丁寧な授業内容は、学生たちから人気と尊敬を集めた。
努力の甲斐あって、数学教室には活気が戻り、教授も増員された。芳枝と皆の協力で、数学教室は4講座から倍以上の7講座に拡大され、国際的な信用を回復した。さらに、日本国外の多くの数学者の会合を、この理学部で開催するまでになった。
芳枝は数学教室が安定したことに安堵し、自分の研究に打ち込むことにした。この頃より、専門分野である微分幾何学をさらに追求した研究を開始した。芳枝が次々に発表した研究論文は、日本国外各国の数学者たちの注目を集めた。

### 日本国外での活動
1956年（昭和31年）、ローマ大学からの招待状が届いた。ローマ大学は、世界中の優れた数学者たちが集う、数学者たちの憧れの地であった。芳枝は、生まれて初めて目にする本格的な数学の世界に、多大な影響を受けた。ここで、「Pezzo-Segreの代数的多様体の平行移動について」の研究を行った。研究内容はもちろんのこと、大学での授業風景は、教える教授の側、教わる学生の側、双方とも熱意に満ちていた。ローマという歴史ある街の中で、さらに新しい歴史を推し進めようとする人々の姿に、芳枝は心を打たれた。
半年後、芳枝はローマからスイス連邦国立理工科大学に移動した。芳枝はここで、数学の巨匠といわれるハインツ・ホップに師事し、ホップとの共同研究を開始し、当時の微分幾何学では画期的な研究「部分多様体論」を手がけた。これは世界的に見てもまだ広い範囲での研究がなされていない、新しい分野での研究であった。想像力と熱意にあふれた芳枝、世界の巨匠であるホップの2人は、起床から深夜に床につくまで、激しい討論をひたすら繰り返した。2人の間では毎週1回、厳しい討論がなされた。1年後に、ついに研究の到達点に辿り着いた。
「大域の微分幾何学研究」を「リーマン空間の研究」に結び付けた「リーマン空間の閉局面の合同定理」は、エディンバラで同年開かれた国際数学者会議で発表することとなった。また、1958年4月からはE.Davies教授の招待で英国サウサンプトン大学へ行くことになっていた。しかし、芳枝は病気になり、やむなく帰国、この会議には出席できなかったが、この研究は称賛を浴び、国際的にも高い評価を受けた。世界中の数学者から彼女の元に手紙が届いた。後に「この研究によって数学の本当のおもしろさがわかった」と語っている。芳枝はこれにより、数学者として歴史に残る業績を生み出すことができたのである。
再びヨーロッパへ研究に出たのは3年後、1961年（昭和36年）11月、ローマ大学国立高等数学研究所のベニアミーノ・セグレ教授に招かれた。翌1962年6月からは再びスイス理工科大学にアカデミック・ゲストとして招かれ、ホップ教授と引き続き研究を重ねた。この時には週2回の頻度で討議をしている。8月にはスウェーデンのストックホルムで開かれた国際数学者会議でホップ・芳枝の共同研究「リーマン空間の中の閉超局面のある性質」を発表した。1966年（昭和41年）9月にも、中国の数学者である教授の招きでカリフォルニア大学バークレー校で研究し、翌年7月より9月は、再度スイスのホップ教授の元で研究している。このヨーロッパ各国での経験について芳枝は、「力が厳しく評価されます。雑務もないし、研究に没頭できたヨーロッパ時代が私の人生で一番充実した時期だった」と語った。
芳枝は帰国後、ローマ大学で感銘を受けた授業内容をもとに、学生たちへの指導を続けた。1967年（昭和42年）、北大教授の河口商次の後任として、北海道大学理学部数学教室幾何学講座の教授に就任した。旧帝国大学で初の女性教授の誕生である。。理学部長福富教授は「北大では初めての女性教授ですが、学問の上でも人間的にもすばらしい人です。教授会の推薦も満場一致でした」と祝福している。多くの新聞がこれを、「女性の社会進出」として報道した。このことは日本全国の大学でも、女性の教授が誕生する機会となった。芳枝は、1970年7月から12月にも、スイス理工科大学を訪れ、研究を継続している。

### 晩年
1973年（昭和48年）10月、自然科学の分野で北海道文化賞を受賞した。「昭和17年以来、幾何学の研究に精進し、リーマン空間における大域的微分幾何学に関する研究など、その業績は国際的にも高く評価されている。北大において30年間にわたり子弟の教育にあたり、本道の各大学や高等学校へ数多くの教育者を送り出している」との評価であった。
1975年（昭和50年）に定年退職し、名誉教授となった。女性の名誉教授もまた、北大では初であった。スイスの恩師であるホップは芳枝に「君が定年になったら、スイスで一緒に研究を続けよう」と話しており、芳枝自身も退官後の夢を「半年は日本、半年はスイスで研究の整理」と語っていたが、ホップは芳枝の定年前の1971年に死去し、その夢が叶うことはなかった。
1980年（昭和55年）、68歳で死去した。本州の大学からの引き合いも多かったが、それをすべて断り、愛する北海道に留まって、生涯、北大でセミナーを続け、後進を育て続けた。「努力・忍耐・独自の工夫創意なくして、あらゆる分野での開拓は成し得ません」が晩年の言葉であった。

## 人物
数学の道へ進んだ理由は、単に「数学が好き」との理由のみであった。子供の頃から算数を好んでいた理由は、後年には「国語などと違い、辞書をひく労力を伴わなかったため」とも述懐していた。計算自体や、計算によって問題が解けていく過程も面白く感じたものの、それより定理や公理の発見された過程や、エウクレイデス、ラプラス、コーシーといった過去の数学者の一つ一つを理解していくことに喜びを感じ、自分自身で未解決の世界に足を踏み入れたいとの思いを抱いていた。
少女期には、学校で出題された鶴亀算が解けなければ、布団の中で、朝まで夢中になって考え続けていた。数学者となった後にも、最も勢力を注ぐことのできる場所は、寝床であった。日中でも、自宅では寝床の中で考えることが多かった。床の中で思いついたことを考え始めると、楽しさのあまりずっと思索を続けた。そしてイメージが浮かぶと飛び起きて、数式で実証にかかり、その創造の瞬間が最大の喜びであった。ただし、時間をかけて物事を考えることを得意とする反面、制限時間内に答を出すことは不得意であり、検定試験に何度も不合格だったのは、こうした性格に起因していた。
女学校卒業後は縁談も多かったが、結婚は好きな数学から遠ざかることと考えて、それに応じる気持ちはなく、生涯独身であった。後年には「研究生活が忙しくて結婚を考える暇がなかった」とも語っていた。また芳枝が16歳のとき次姉、20歳のとき三姉、22歳のとき弟が死去し、26歳のとき父が死去と、多感な20歳前後に肉親4人との死別を経験しており、私生活にはあまり恵まれていないようだった。
1950年代半ばまでは、母と姉と3人暮しであった。1954年（昭和29年）、姉と共に設計した家を札幌郊外に建て、3人暮しを続けた。植物が好きであったため、庭にはカエデやサクラなどを多く植えた。後年には日本国外からの来客にサクラを楽しませるため、2階を増設して座敷を設けた。
1958年の国際数学者会議で、「リーマン空間の閉曲面の合同定理」の発表を、体調不良から欠席した際には、先述の陳省身を始め、会議に出席した各国の著名な数学者から見舞いの寄せ書きの葉書が送られており、芳枝が如何に多くから愛されていたかが窺える。
1962年8月のストックホルムで行われた国際数学者会議では、芳枝は緊張から、発表の代演をハインツ・ホップに依頼した。現地に行った数学者の矢野健太郎はその様子を、「ホップ先生は最初にその旨を言われて、非常に楽し気に、また非常に上手に、愛弟子の仕事を説明された」と、師弟の仲睦じい様子を述べている。

## 没後
芳枝の家は、芳枝の死去の後は空き家となったが、1988年（昭和63年）に貸し出され、古民家レストラン「櫻月（サクラムーン）」として、20年以上にわたって利用された。レトロな雰囲気の店として人気であり、札幌市民に親しまれていた。借り主が1990年代半ばに洋風に改修したが、書斎などは芳枝が使っていたままであった。2012年（平成24年）にレストランが閉店し、維持管理が困難になったため、東京の不動産会社に売却された。同2012年4月、周囲から惜しまれつつも解体され、跡地にはマンションが建設された。

## 評価
退官まで生涯を通じて発表した研究論文は全部で41編にのぼり、これは当時の数学者としては大きな功績と言える。ただし著作物は学術論文のみで、教科書やエッセイ集のような一般著作は一切、遺されていない。
芳枝の講義の評価は高く、北海道教育大学名誉教授の長谷川和泉は、「丁寧な教え方で、とてもわかりやすかった」と回想した。芳枝の感化を受けた教え子は、卒業後、芳枝と同じ研究者や教育者の道を目指して巣立っていく者たちも多かった。北海道余市町の文芸誌である「余市文芸」に芳枝の評伝を書いた余市郷土文芸会の菅原一也は、「芯が強く、女性が勉学に励むことが困難な時代に、自ら道を切り拓いた偉大な女性だった」と称賛した。
身内からの声ではあるが、芳枝の親族で札幌のフリーライターの桂田幸子は、「女性の社会進出が困難だった時代に、海外にまで渡って研究にまい進した勇気は現代女性の励みになるはず」と話している。

## 主な論文
- 河口商次、桂田芳枝「二次元面積に準拠するn次元空間における或種のtensorの変分学的見地による幾何学的意味」『数学』第1巻第4号、日本数学会、1949年、317-320頁、CRID 1390282680043707648、doi:10.11429/sugaku1947.1.317、2021年4月20日閲覧。
- 「一般化されたGauss-Bonnetの定理」『テンゾル』第9号、テンゾル学会、1950年6月、30-37頁、CRID 1523388079796129920。
- 「閉曲面の大域的性質に関するHopfの拡張問題とRiemann空間の或る合同定理」『数学』第12巻第1号、1960年、37-48頁、CRID 1390282680043077632、doi:10.11429/sugaku1947.12.37、2021年4月20日閲覧。

他、多数